# Bulbophyllum dischorense
Bulbophyllum dischorense är en orkidéart som beskrevs av Rudolf Schlechter. Bulbophyllum dischorense ingår i släktet Bulbophyllum och familjen orkidéer. Inga underarter finns listade i Catalogue of Life.